# 黎巴嫩地理
黎巴嫩是一个西亚国家。

## 地理位置
黎巴嫩毗邻地中海，拥有225公里（140英里）长的海岸线，东部和北部与叙利亚接壤，南部与以色列接壤。黎巴嫩和叙利亚边界绵延375公里（233英里） ，黎巴嫩和以色列边境长为79公里（ 49英里） 。在以色列占领的戈兰高地中有一块与叙利亚有争议的萨巴阿农场，但边界已由联合国划定。 

## 地貌

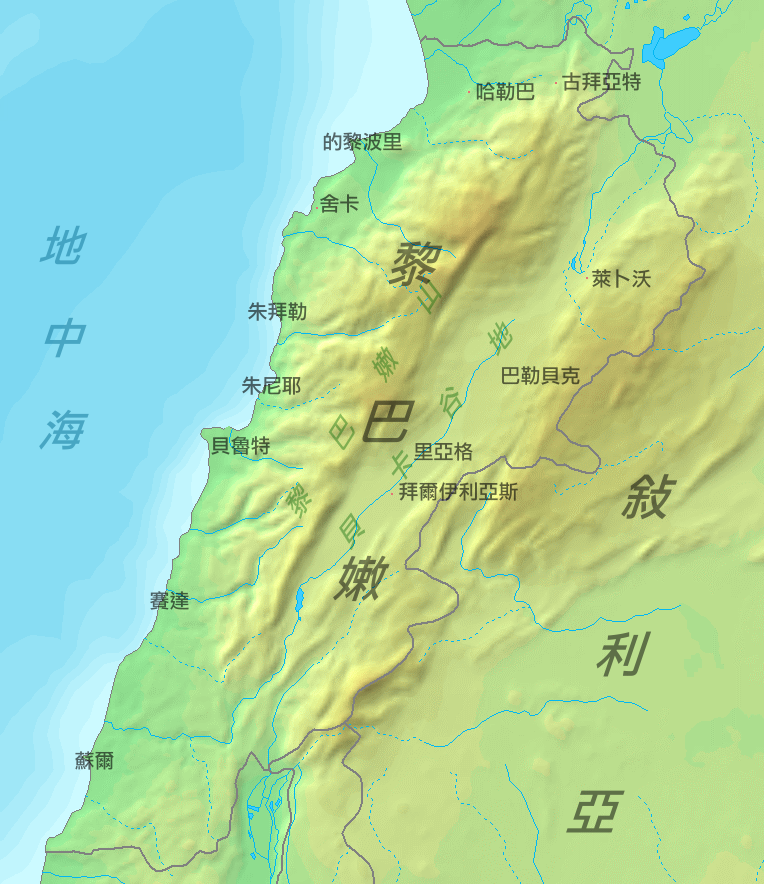
黎巴嫩地圖

黎巴嫩在国土西部有狭长的海岸线，沿海地带为平原，中部有黎巴嫩山，东部有安提黎巴嫩山山脉，两座山脉间为贝卡谷地。该国大部分地区是山地地形，只有沿海的平原和贝卡谷地较为平坦，这些地区对黎巴嫩的农业非常重要。黎巴嫩最高峰为索达山，海拔3085米.

## 水文
黎巴嫩境内河流多由东西流向，向西注入地中海。该国最长河流为利塔尼河。

## 气候
黎巴嫩拥有温和的地中海气候。在沿海地区，冬季一般是凉爽多雨，而夏季炎热而潮湿。在海拔较高的地区，温度通常低于零点，冬季有时有大雪;夏季温暖而干燥。与周边地区相比， 大部分黎巴嫩地区每年会获得相对较大的降雨量 ，黎巴嫩的东北部某些地区由于西部山区的高峰拦截了来自地中海的雨云而降水较少。 

## 自然资源

### 生物资源
在古时代，黎巴嫩的大森林里有很多黎巴嫩雪松，该国的国徽上就有这种植物。 然而，几个世纪的雪松贸易已经耗尽该国的一度繁茂的雪松资源。当地果树有香蕉、柑橘、葡萄等。

### 矿产资源
黎巴嫩矿产资源稀少，仅有少量的铁、铜、铅等矿藏。